# اینا لازوسکایا
اینا لازوسکایا (روسی: Инна Александровна Ласовская؛ زادهٔ ۱۷ دسامبر ۱۹۶۹) ورزشکار دو و میدانی اهل روسیه است.